# Správní obvod obce s rozšířenou působností Hodonín
Správní obvod obce s rozšířenou působností Hodonín je od 1. ledna 2003 jedním ze tří správních obvodů rozšířené působnosti obcí v okrese Hodonín v Jihomoravském kraji. Čítá 18 obcí.
Město Hodonín je zároveň obcí s pověřeným obecním úřadem, přičemž oba správní obvody se územně shodují.

## Seznam obcí
Poznámka: Města jsou vyznačena tučně.
- Čejč
- Čejkovice
- Dolní Bojanovice
- Dubňany
- Hodonín
- Josefov
- Karlín
- Lužice
- Mikulčice
- Mutěnice
- Nový Poddvorov
- Petrov
- Prušánky
- Ratíškovice
- Rohatec
- Starý Poddvorov
- Sudoměřice
- Terezín

## Demographics
| Rok  | Obyv.  | ± %     |
| ---- | ------ | ------- |
| 1869 | 22 941 | —       |
| 1880 | 27 122 | +18,2 % |
| 1890 | 30 441 | +12,2 % |
| 1900 | 33 632 | +10,5 % |
| 1910 | 38 090 | +13,3 % |

| Rok  | Obyv.  | ± %     |
| ---- | ------ | ------- |
| 1921 | 40 331 | +5,9 %  |
| 1930 | 42 121 | +4,4 %  |
| 1950 | 42 534 | +1 %    |
| 1961 | 53 134 | +24,9 % |
| 1970 | 56 427 | +6,2 %  |

| Rok  | Obyv.  | ± %    |
| ---- | ------ | ------ |
| 1980 | 61 314 | +8,7 % |
| 1991 | 63 015 | +2,8 % |
| 2001 | 63 192 | +0,3 % |
| 2011 | 60 141 | −4,8 % |
| 2021 | 58 508 | −2,7 % |